# Jim Pugh
Jim Pugh, właśc. James Robert Pugh (ur. 5 lutego 1964 w Burbanku) – amerykański tenisista, zdobywca Pucharu Davisa, zwycięzca turniejów wielkoszlemowych w grze podwójnej i mieszanej, lider rankingu ATP deblistów.

## Kariera tenisowa
Jako zawodowy tenisista Pugh występował w latach 1985–1996.
W grze pojedynczej wygrał 1 turniej rangi ATP World Tour, w Newport w sezonie 1989, pokonując w finale Petera Lundgrena 6:4, 4:6, 6:2. Ponadto osiągnął również 3 finały, najpierw w Schenectady i San Francisco (oba w 1987), a potem w Stratton Mountain (1989).
W grze podwójnej Amerykanin wygrał łącznie 22 turnieje kategorii ATP World Tour, w tym 3 rozgrywki wielkoszlemowe, Australian Open z 1988 i 1989 roku oraz Wimbledon z 1990 roku. Pugh triumfował również w zmaganiach Masters Grand Prix z 1988 roku. Głównie tworzył parę deblową z Rickiem Leachem (odnieśli wspólnie 18 zwycięstw turniejowych). Jest również uczestnikiem 15 finałów deblowych zakończonych porażką, w tym US Open z 1988 roku, Wimbledonu z 1989 roku oraz French Open z 1991 roku.
Sukcesy Pugh odnosił również w grze mieszanej. W latach 1988–1990 triumfował w zmaganiach mikstowych Australian Open, w 1989 roku zdobył tytuł na Wimbledonie, a w US Open wygrał w 1988 roku. Ponadto uczestniczył w finałach Wimbledonu z 1991 roku oraz US Open z 1990 roku.
W 1990 i 1991 roku reprezentował Stany Zjednoczone w Pucharze Davisa, rozgrywając przez ten czas łącznie 6 zwycięskich pojedynków deblowych. Przyczynił się do końcowego triumfu USA w zawodach w 1990 roku, zdobywając punkt deblowy wspólnie z Rickiem Leachem przeciwko Australii (Amerykanie wygrali 3:2).
Najwyżej w rankingu singlistów był pod koniec listopada 1987 roku na 37. miejscu, z kolei w zestawieniu deblistów w czerwcu 1989 roku został sklasyfikowany na pozycji lidera. Na szczycie listy deblistów utrzymywał się łącznie przez 26 tygodni.

### Finały w turniejach ATP World Tour
| Legenda                                      |
| -------------------------------------------- |
| Wielki Szlem                                 |
| Igrzyska olimpijskie                         |
| Tennis Masters Cup / ATP Finals              |
| ATP Masters Series / ATP Tour Masters 1000   |
| ATP International Series Gold / ATP Tour 500 |
| ATP International Series / ATP Tour 250      |

#### Gra pojedyncza (1–3)
| Końcowy wynik | Nr | Data                | Turniej           | Nawierzchnia    | Przeciwnik     | Wynik finału  |
| ------------- | -- | ------------------- | ----------------- | --------------- | -------------- | ------------- |
| Finalista     | 1. | 26 lipca 1987       | Schenectady       | Twarda          | Jaime Yzaga    | 6:0, 6:7, 1:6 |
| Finalista     | 2. | 4 października 1987 | San Francisco     | Dywanowa (hala) | Peter Lundgren | 1:6, 5:7      |
| Zwycięzca     | 1. | 16 lipca 1989       | Newport           | Trawiasta       | Peter Lundgren | 6:4, 4:6, 6:2 |
| Finalista     | 3. | 6 sierpnia 1989     | Stratton Mountain | Twarda          | Brad Gilbert   | 5:7, 0:6      |

#### Gra mieszana (5–2)
| Końcowy wynik | Nr | Data             | Turniej                    | Nawierzchnia | Partnerka        | Przeciwnicy                       | Wynik finału  |
| ------------- | -- | ---------------- | -------------------------- | ------------ | ---------------- | --------------------------------- | ------------- |
| Zwycięzca     | 1. | 23 stycznia 1988 | Australian Open, Melbourne | Twarda       | Jana Novotná     | Martina Navrátilová Tim Gullikson | 5:7, 6:2, 6:4 |
| Zwycięzca     | 2. | 10 września 1988 | US Open, Nowy Jork         | Twarda       | Jana Novotná     | Elizabeth Smylie John McEnroe     | 7:5, 6:3      |
| Zwycięzca     | 3. | 28 stycznia 1989 | Australian Open, Melbourne | Twarda       | Jana Novotná     | Zina Garrison Sherwood Stewart    | 6:3, 6:4      |
| Zwycięzca     | 4. | 8 lipca 1989     | Wimbledon, Londyn          | Trawiasta    | Jana Novotná     | Jenny Byrne Mark Kratzmann        | 6:4, 5:7, 6:4 |
| Zwycięzca     | 5. | 27 stycznia 1990 | Australian Open, Melbourne | Twarda       | Natalla Zwierawa | Zina Garrison Rick Leach          | 4:6, 6:2, 6:3 |
| Finalista     | 1. | 8 września 1990  | US Open, Nowy Jork         | Twarda       | Natalla Zwierawa | Elizabeth Smylie Todd Woodbridge  | 4:6, 2:6      |
| Finalista     | 2. | 6 lipca 1991     | Wimbledon, Londyn          | Trawiasta    | Natalla Zwierawa | Elizabeth Smylie John Fitzgerald  | 6:7(4), 2:6   |

#### Gra podwójna (22–15)
| Końcowy wynik | Nr  | Data                 | Turniej                    | Nawierzchnia    | Partner           | Przeciwnicy                        | Wynik finału            |
| ------------- | --- | -------------------- | -------------------------- | --------------- | ----------------- | ---------------------------------- | ----------------------- |
| Finalista     | 1.  | 3 maja 1987          | Hamburg                    | Ceglana         | Claudio Mezzadri  | Miloslav Mečíř Tomáš Šmíd          | 6:4, 6:7, 2:6           |
| Zwycięzca     | 1.  | 10 maja 1987         | Monachium                  | Ceglana         | Blaine Willenborg | Sergio Casal Emilio Sánchez        | 7:6, 4:6, 6:4           |
| Finalista     | 2.  | 26 lipca 1987        | Schenectady                | Twarda          | Brad Pearce       | Gary Donnelly Gary Muller          | 6:7, 2:6                |
| Zwycięzca     | 2.  | 11 października 1987 | Scottsdale                 | Twarda          | Rick Leach        | Dan Goldie Mel Purcell             | 6:3, 6:2                |
| Zwycięzca     | 3.  | 1 listopada 1987     | Hongkong                   | Twarda          | Andrew Kratzmann  | Marty Davis Brad Drewett           | 6:7, 6:4, 6:2           |
| Finalista     | 3.  | 8 listopada 1987     | Sztokholm                  | Twarda (hala)   | Jim Grabb         | Stefan Edberg Anders Järryd        | 3:6, 4:6                |
| Zwycięzca     | 4.  | 23 stycznia 1988     | Australian Open, Melbourne | Twarda          | Rick Leach        | Jeremy Bates Peter Lundgren        | 6:3, 6:2, 6:3           |
| Finalista     | 4.  | 1 maja 1988          | Hamburg                    | Ceglana         | Rick Leach        | Darren Cahill Laurie Warder        | 4:6, 4:6                |
| Zwycięzca     | 5.  | 8 maja 1988          | Monachium                  | Ceglana         | Rick Leach        | Alberto Mancini Christian Miniussi | 7:6, 6:1                |
| Zwycięzca     | 6.  | 24 lipca 1988        | Waszyngton                 | Twarda          | Rick Leach        | Jorge Lozano Todd Witsken          | 6:3, 6:7, 6:2           |
| Zwycięzca     | 7.  | 7 sierpnia 1988      | Indianapolis               | Twarda          | Rick Leach        | Ken Flach Robert Seguso            | 6:4, 6:3                |
| Zwycięzca     | 8.  | 21 sierpnia 1988     | Cincinnati                 | Twarda          | Rick Leach        | Jim Grabb Patrick McEnroe          | 6:2, 6:4                |
| Finalista     | 5.  | 10 września 1988     | US Open, Nowy Jork         | Twarda          | Rick Leach        | Sergio Casal Emilio Sánchez        | walkower                |
| Finalista     | 6.  | 9 października 1988  | Scottsdale                 | Twarda          | Rick Leach        | Scott Davis Tim Wilkison           | 4:6, 6:7                |
| Zwycięzca     | 9.  | 20 listopada 1988    | Detroit                    | Dywanowa (hala) | Rick Leach        | Ken Flach Robert Seguso            | 6:4, 6:1                |
| Zwycięzca     | 10. | 13 grudnia 1988      | Masters Grand Prix, Londyn | Dywanowa (hala) | Rick Leach        | Sergio Casal Emilio Sánchez        | 6:4, 6:3, 2:6, 6:0      |
| Zwycięzca     | 11. | 28 stycznia 1989     | Australian Open, Melbourne | Twarda          | Rick Leach        | Darren Cahill Mark Kratzmann       | 6:4, 6:4, 6:4           |
| Finalista     | 7.  | 26 lutego 1989       | Filadelfia                 | Dywanowa (hala) | Rick Leach        | Paul Annacone Christo Van Rensburg | 3:6, 5:7                |
| Zwycięzca     | 12. | 12 marca 1989        | Scottsdale                 | Twarda          | Rick Leach        | Paul Annacone Christo Van Rensburg | 6:7, 6:3, 6:2, 2:6, 6:4 |
| Zwycięzca     | 13. | 30 kwietnia 1989     | Singapur                   | Twarda          | Rick Leach        | Paul Chamberlin Paul Wekesa        | 6:3, 6:4                |
| Zwycięzca     | 14. | 7 maja 1989          | Forest Hills               | Ceglana         | Rick Leach        | Jim Courier Pete Sampras           | 6:4, 6:2                |
| Finalista     | 8.  | 8 lipca 1989         | Wimbledon, Londyn          | Trawiasta       | Rick Leach        | John Fitzgerald Anders Järryd      | 6:3, 6:7, 4:6, 6:7      |
| Finalista     | 9.  | 12 listopada 1989    | Sztokholm                  | Dywanowa (hala) | Rick Leach        | Jorge Lozano Todd Witsken          | 3:6, 7:5, 3:6           |
| Zwycięzca     | 15. | 26 listopada 1989    | Itaparica                  | Twarda          | Rick Leach        | Jorge Lozano Todd Witsken          | 6:2, 7:6                |
| Zwycięzca     | 16. | 25 lutego 1990       | Filadelfia                 | Dywanowa (hala) | Rick Leach        | Grant Connell Glenn Michibata      | 3:6, 6:4, 6:2           |
| Zwycięzca     | 17. | 25 marca 1990        | Miami                      | Twarda          | Rick Leach        | Boris Becker Cássio Motta          | 6:4, 3:6, 6:3           |
| Finalista     | 10. | 27 maja 1990         | Bolonia                    | Ceglana         | Jérôme Potier     | Gustavo Luza Udo Riglewski         | 6:7, 6:4, 1:6           |
| Zwycięzca     | 18. | 7 lipca 1990         | Wimbledon, Londyn          | Trawiasta       | Rick Leach        | Pieter Aldrich Danie Visser        | 7:6, 7:6, 7:6           |
| Finalista     | 11. | 11 listopada 1990    | Wembley                    | Dywanowa (hala) | Rick Leach        | Jim Grabb Patrick McEnroe          | 6:7, 6:4, 3:6           |
| Zwycięzca     | 19. | 17 lutego 1991       | Filadelfia                 | Dywanowa (hala) | Rick Leach        | Udo Riglewski Michael Stich        | 6:4, 6:4                |
| Zwycięzca     | 20. | 12 maja 1991         | Charlotte                  | Ceglana         | Rick Leach        | Bret Garnett Greg Van Emburgh      | 6:3, 2:6, 6:3           |
| Finalista     | 12. | 8 czerwca 1991       | French Open, Paryż         | Ceglana         | Rick Leach        | John Fitzgerald Anders Järryd      | 0:6, 6:7                |
| Zwycięzca     | 21. | 4 sierpnia 1991      | Los Angeles                | Twarda          | Javier Frana      | Glenn Michibata Brad Pearce        | 7:5, 2:6, 6:4           |
| Zwycięzca     | 22. | 9 sierpnia 1992      | Los Angeles                | Twarda          | Patrick Galbraith | Francisco Montana David Wheaton    | 7:6, 7:6                |
| Finalista     | 13. | 11 lipca 1993        | Newport                    | Trawiasta       | Byron Black       | Javier Frana Christo Van Rensburg  | 6:4, 1:6, 6:7           |
| Finalista     | 14. | 16 stycznia 1994     | Dżakarta                   | Twarda          | Jorge Lozano      | Neil Borwick Jonas Björkman        | 4:6, 1:6                |
| Finalista     | 15. | 1 maja 1994          | Atlanta                    | Ceglana         | Francisco Montana | Jared Palmer Richey Reneberg       | 6:4, 6:7, 4:6           |